# Гранд Централ. Любовь на атомы
«Гранд Централ. Любовь на атомы» (фр. Grand Central) — франко-австрийская кинодрама режиссёра Ребекки Злотовски, поставленная в 2013 году. Фильм участвовал в программе «Особый взгляд» 66-го Каннского кинофестиваля и получил Приз Франсуа Шале.

## Сюжет
Гарри — ловкий молодой человек, который все схватывает на лету, недавно получил работу на атомной станции. Его наняли в технический отдел на сервисное обслуживание реактора, выполнение заданий с высоким риском облучения. Гарри, который до этого никогда не имел постоянной работы и только перебивался случайными заработками, радуется стабильности, друзьям, и появившейся хорошей зарплате.
Новые коллеги объясняют парню, что за эти деньги он продает собственное здоровье, ежедневно получая дозу радиации и подвергая свою жизнь смертельной опасности. На одной из вечерних посиделок, парень знакомиться с женой своего друга Кароль, которая просто сводит его с ума. С момента их встречи он просто не может перестать о ней думать, и хотя у Кароль есть муж —  новый друг и коллега Гарри, это не становится препятствием неожиданно вспыхнувшей страсти и грозит превратиться в опасную лавину. Запретная любовь и радиация постепенно отравляют Гарри. Каждый новый день несет угрозу.

## В ролях
| Актёр                 | Роль        |
| --------------------- | ----------- |
| Тахар Рахим           | Гарри Манда |
| Леа Сейду             | Кароль      |
| Оливье Гурме          | Жиль        |
| Дени Меноше           | Тони        |
| Жоан Либеро           | Тшерно      |
| Науэль Перес Бискаярт | Исаак       |